# 普埃托拉皮塞
普埃托拉皮塞，是西班牙卡斯蒂利亚-拉曼恰雷阿尔城省的一个市镇。 总面积55平方公里，总人口1026人（2001年），人口密度19人/平方公里。